# Osvaldo Balseiro
Osvaldo Balseiro Bessonart (Departamento de Flores, Uruguay, 8 de agosto de 1928) es un exfutbolista y entrenador de fútbol de Uruguay que jugó en la posición de centrocampista.

## Carrera

### Club
| Periodo   | Club                 |
| --------- | -------------------- |
| 1947-1953 | Defensor Sporting    |
| 1953-1958 | Peñarol              |
| 1959      | Montevideo Wanderers |
| 1960      | River Plate Uruguay  |
| 1961      | Miramar Misiones     |

### Selección nacional
Debutó con Uruguay el 6 de abril de 1952 en la victoria por 6-1 sobre Panamá en un partido amistoso en Santiago de Chile y su primer gol internacional lo anotó el 1 de marzo de 1953 en la derrota por 2-3 ante Chile en Lima, Perú por la Copa América 1953. Jugó ocho partidos internacionales y anotó cuatro goles hasta su último partido internacional el 27 de julio de 1956 en el empate 2-2 ante Paraguay en un partido amistoso en Asunción.

### Entrenador
Dirigió al Peñarol en la temporada de 1983.

## Logros
- Primera División de Uruguay (3): 1953, 1954, 1958
- Segunda División de Uruguay (1): 1950